# Decumaria barbara
Decumaria barbara är en hortensiaväxtart som beskrevs av Carl von Linné. Decumaria barbara ingår i släktet Decumaria, och familjen hortensiaväxter. Inga underarter finns listade i Catalogue of Life.

## Bildgalleri

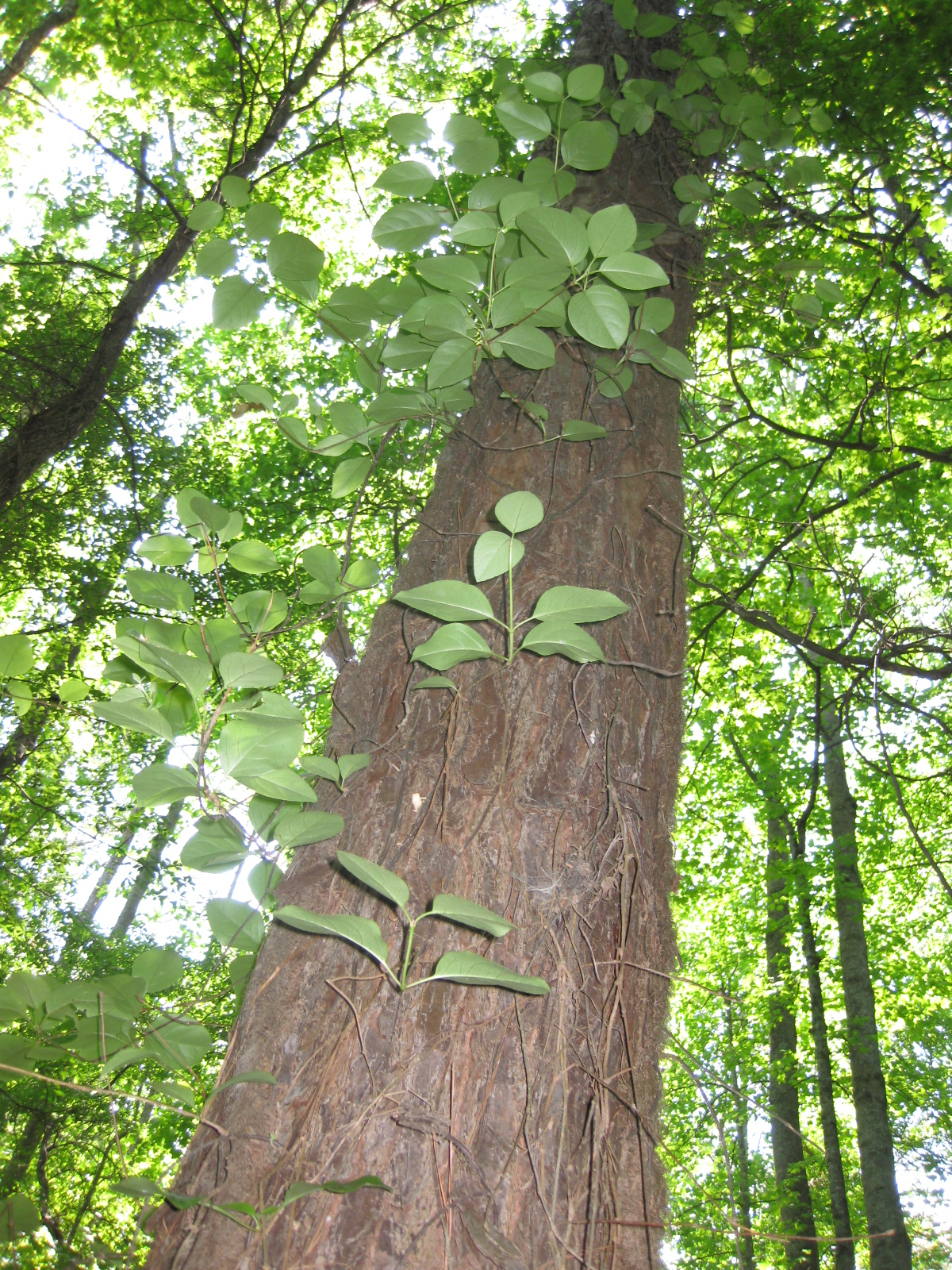
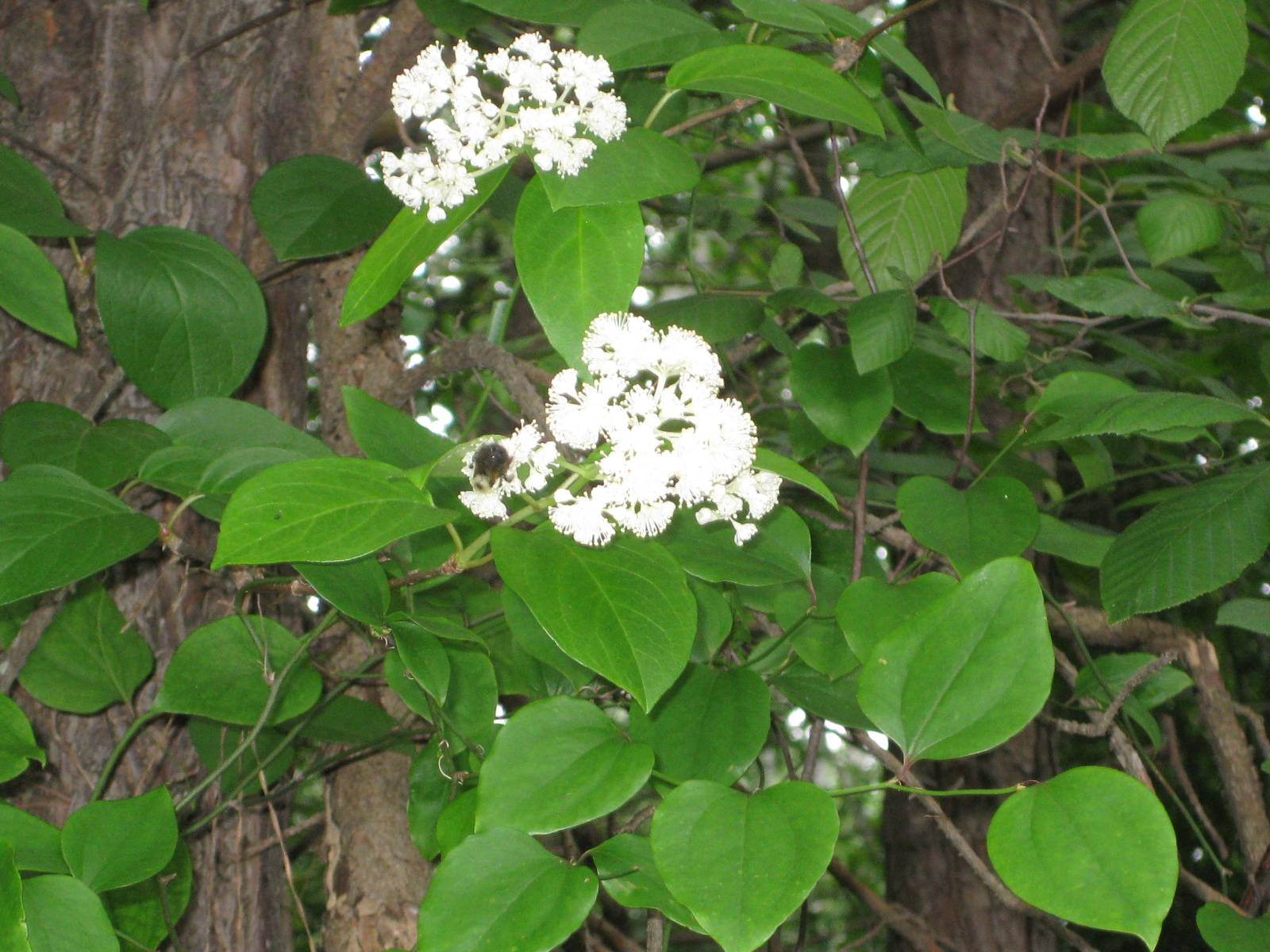
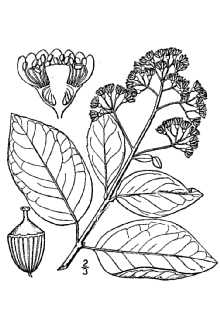